# Wendell Lira
Wendell Lira (Goiânia, Brasil, 7 de enero de 1989) es un exfutbolista brasileño. Jugaba de delantero. Adquirió notoriedad mundial al ser nominado y ganar el Premio Puskás al mejor gol del año 2015.

## Trayectoria
Hizo su debut profesional con el Goiás en la derrota 0-2 frente al São Paulo por la Serie A, el 12 de mayo de 2007. Entró en el minuto 63 reemplazando a Fabricio Carvalho.
En junio de 2010 anunció su préstamo a Fortaleza para disputar el Campeonato Brasileiro Série C. 
El 6 de noviembre de 2015 se anunció que su gol para Goianésia en la victoria por 2-1 sobre el Atlético-GO fue nombrado en la lista de los diez nominados para el Premio Puskás de la FIFA; el gol fue posteriormente seleccionado también como uno de los tres contendientes finales para el Premio Puskás de la FIFA 2015. Finalmente, fue elegido como ganador del premio el 11 de enero de 2016. Wendell Lira obtuvo 46.7% de los votos, contra el 33,3% del segundo lugar, Lionel Messi.

## Carrera internacional
Wendell Lira jugó la Copa Sendai 2006 para el equipo sub-20 de Brasil, después de haber marcado un gol en la competición contra Tokohu XI. Recibió una oferta del AC Milan, que fue rechazado por Goiás, debido a su contrato de 5 años.

## Retiro
El 28 de julio de 2016, Wendell anunció su retiro del fútbol profesional debido a lesiones persistentes, en busca de una carrera como un jugador de fútbol de la FIFA profesional y también como un usuario de YouTube ya que él dijo haber ganado al campeón mundial de FIFA (videojuego)

## Clubes
| Club              | País   | Año         |
| ----------------- | ------ | ----------- |
| Goiás             | Brasil | 2007        |
| Fortaleza         | Brasil | 2010        |
| Goiás             | Brasil | 2011        |
| Atlético Sorocaba | Brasil | 2012        |
| Trindade          | Brasil | 2012        |
| Goianésia         | Brasil | 2013        |
| Novo Horizonte    | Brasil | 2013        |
| URT               | Brasil | 2014        |
| Anapolina         | Brasil | 2014        |
| Goianésia         | Brasil | 2015        |
| Tombense          | Brasil | 2015        |
| Vila Nova         | Brasil | 2015 - 2016 |

## Palmarés

### Campeonatos nacionales
| Título            | Club  | País   | Año  |
| ----------------- | ----- | ------ | ---- |
| Campeonato Goiano | Goiás | Brasil | 2009 |

### Distinciones individuales
| Distinción                         | Año  |
| ---------------------------------- | ---- |
| Premio Puskás al mejor gol del Año | 2015 |